# Over the Net
Over the Net è un videogioco di beach volley pubblicato nel 1990 per Amiga e nel 1991 per Commodore 64 e MS-DOS dall'italiana Genias. La versione per Amiga è stata realizzata dai Dardari Bros. 
La versione esportata in Nordamerica, edita dalla texana Merit Software, usa il titolo Over the Net! sulle confezioni.

## Modalità di gioco
Il gioco simula le normali regole del beach volley due contro due, con numero di set regolabile e l'opzione facoltativa di assegnare punto anche su cambio palla. Si può affrontare un incontro singolo oppure la Sea Cup, una serie di gironi in cinque campi del mondo (Rimini, Fiji, Seychelles, Ibiza, Miami).
Ogni giocatore controlla sempre lo stesso pallavolista durante un incontro; ciascuno dei quattro pallavolisti può essere controllato da un giocatore umano o dal computer, e nel caso di due giocatori umani questi possono cooperare nella stessa squadra o essere avversari. Nella versione Amiga, come nel precedente World Cup 90 degli stessi produttori, è supportato anche l'accessorio hardware che permette di collegare fino a 4 joystick, permettendo a tre o quattro giocatori umani di partecipare in simultanea.
Il campo è mostrato in prospettiva dal lato più lungo. Solo nella versione Amiga è presente anche lo scorrimento in tutte le direzioni, per cui l'area di gioco è un po' più grande dello schermo. Una particolarità della versione PC per scheda video EGA è l'assenza delle righe del campo, per cui la palla va sempre ricevuta e non esiste il fuori campo.
In battuta si può scegliere se utilizzare o meno il salto; le altre mosse di ricezione, palleggio e schiacciata sono scelte automaticamente in base alla situazione e il giocatore deve solo posizionarsi e premere il pulsante di fuoco. In difesa si può effettuare il muro. Traiettoria e forza dei tiri sono influenzate dalla precisione nella sincronia del colpo. L'ombra perpendicolare al suolo aiuta a capire la posizione della palla, inoltre nella versione PC una scritta HERE ("qui") annuncia il punto esatto dove arriverà la palla.